# Flacht (Weissach)

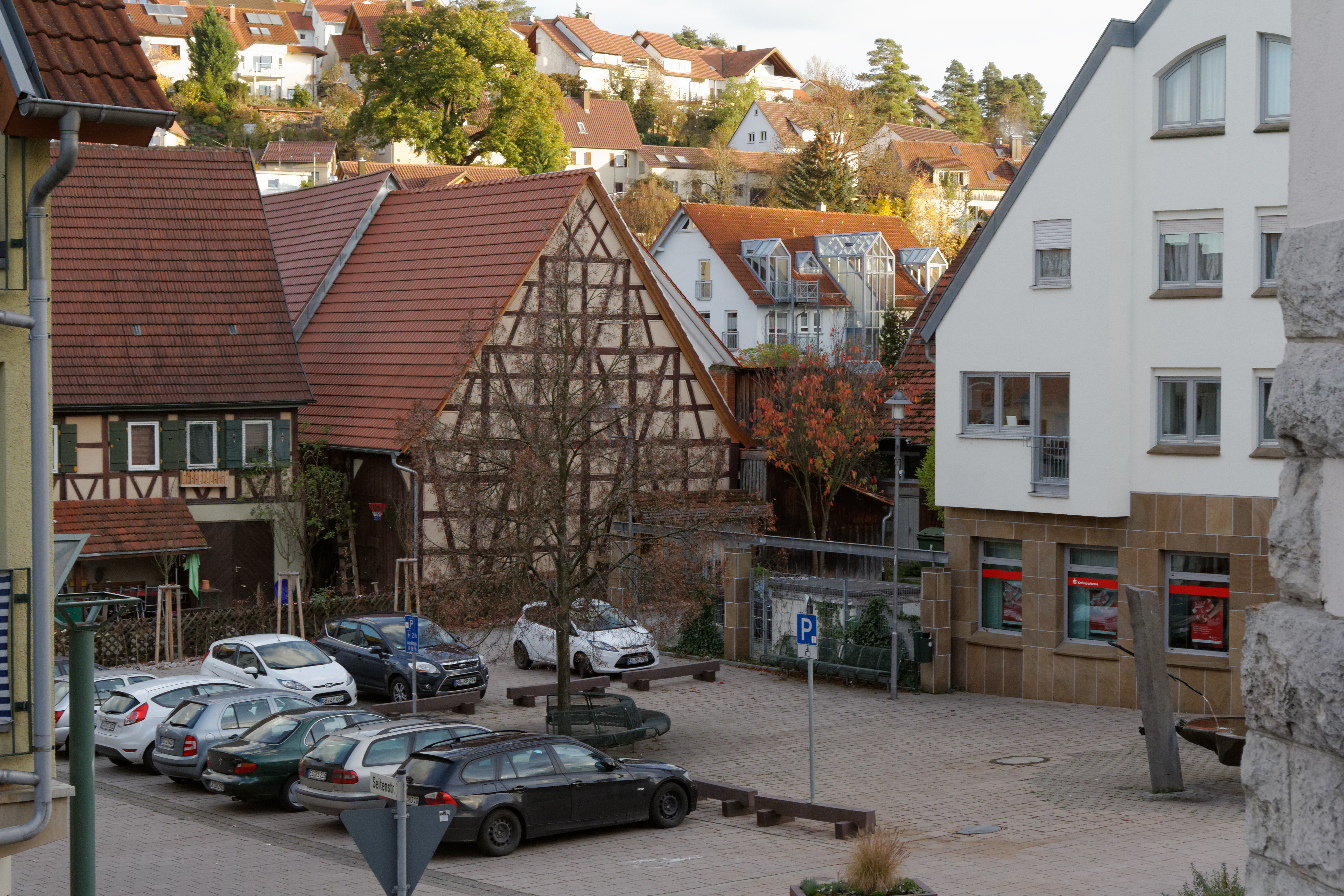
Ortsplatz (Weissacher Straße/Seitenstraße) in Flacht

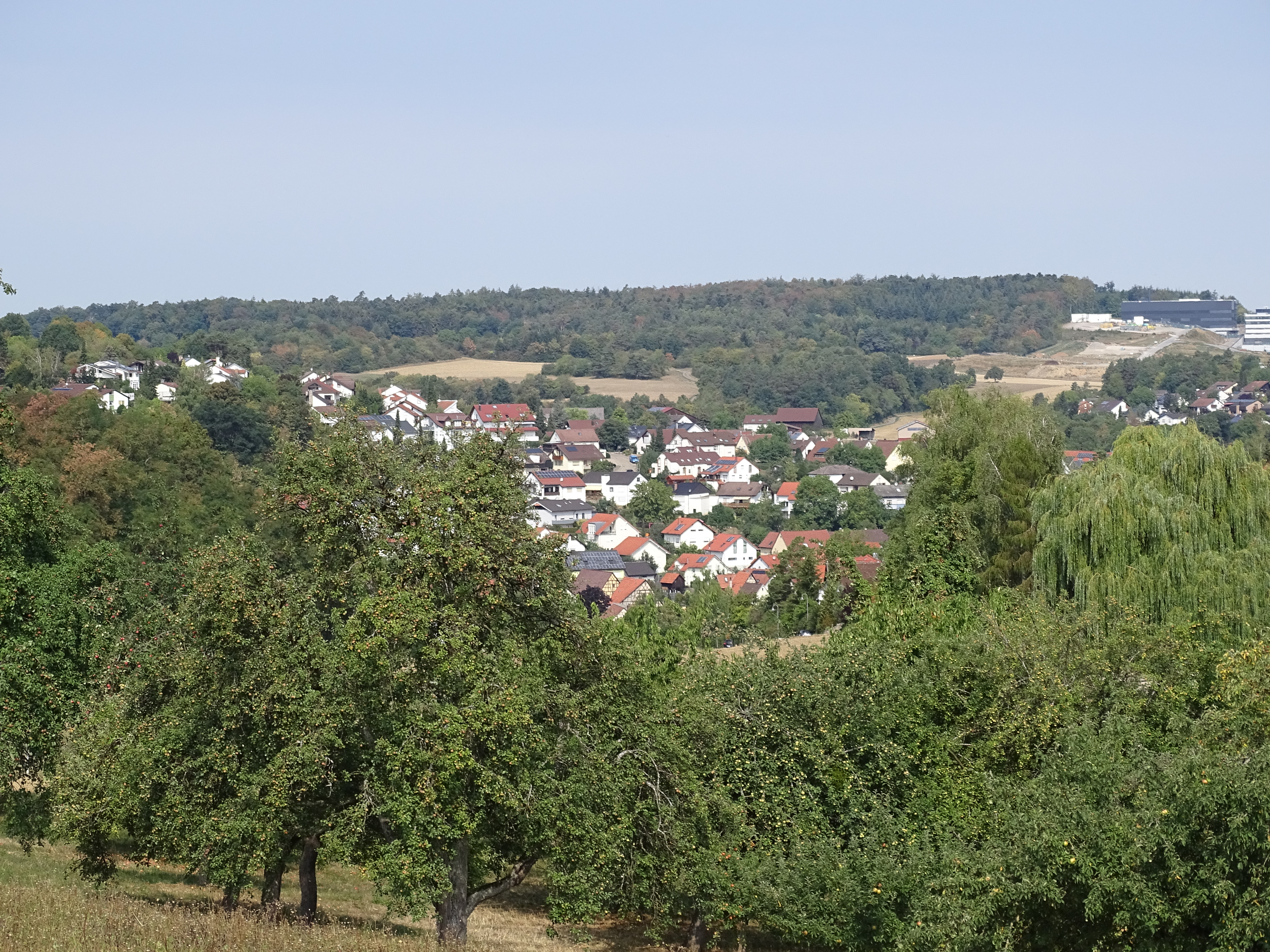
Ansicht von Flacht

Flacht ist ein Ortsteil der Gemeinde Weissach im Landkreis Böblingen.

## Geographie

### Lage
Die Flachter Markung gehört zum Heckengäu, das sich an der Nagold entlang nach Norden bis zur Enz zieht. Es grenzt im Nordosten an Weissach, im Süden und Südosten an die Stadt Rutesheim, im Südwesten an Heimsheim und im Nordwesten an Mönsheim. Der höchstgelegene Punkt liegt mit 490,9 Meter über NN auf der Friedenshöhe südöstlich der Ortslage.
Flacht liegt am oberen Strudelbach.

## Geschichte
Der Ort wird 1293 in einer Schenkungsurkunde des Grafen Ulrich von Helfenstein für das Kloster Maulbronn als villa dicta Vlaht erstmals urkundlich erwähnt. Im gleichen Jahr verkaufte Graf Eberhard von Tübingen seinen von seinem Onkel, Graf Albrecht von Hohenberg, ererbten Besitz in Flacht ebenfalls an das Kloster Maulbronn.
Vermutlich teilten sich Flacht und Weissach ursprünglich eine gemeinsame Markung. Beide Gemeinden erkannten bei Umzug gegenseitig das Bürgerrecht an. Die Ortsherrschaft, die im 14. Jahrhundert an dem zwischen Kirche und Mühle gelegenen sogenannten Geilings Hof hing, fiel 1356 durch Kauf an das Kloster Maulbronn und mit der Reformation an das Herzogtum Württemberg.
In den 1580er Jahren wurde Flacht von der Pest heimgesucht. Zwischen Dezember 1584 und Mai 1585 erlagen der Krankheit insgesamt 75 Personen, was wohl über einem Drittel der Gesamtbevölkerung des Dorfs entsprach.
Bis 1807 gehörte die Gemeinde zum Klosteramt Maulbronn, dann zum Oberamt bzw. Landkreis Leonberg.
Im Zuge der Gebietsreform in Baden-Württemberg wurden Weissach und Flacht auf Grund freiwilliger Vereinbarung am 1. Dezember 1971 zu einer Einheitsgemeinde zusammengeschlossen. Mit Weissach kam Flacht 1973 zum Landkreis Böblingen. Zwischen 1972 und 1990 stieg die Einwohnerzahl von Flacht um rund 66 % an (von 1607 auf 2664). Für die positive Entwicklung spielte ebenso wie bei der Muttergemeinde Weissach die Ansiedlung des Entwicklungszentrums der Firma Porsche in der Gemeinde eine wesentliche Rolle. Die Investition in die Infrastruktur (Ausbau der Wasserversorgung, Schulen, Kindergärten) führt zu einer erhöhten Nachfrage nach Bauplätzen. 1976 begann in Flacht die Flurbereinigung, die 2009 formell abgeschlossen wurde.
In Flacht wurden bis 1990 mehrere Wohngebiete neu ausgewiesen: Tulpenweg/Rosenweg I und II, Wengert (ab 1985) sowie das Baugebiet Kirchberg im Ortszentrum, das die Lücke zwischen Kirchbergstraße und Lerchenbergstraße schloss. An der Kreuzung K 1013/K 1017 entstand im Gewand „Gaiern“ ein ca. 2,8 Hektar großes Gewerbegebiet, das wegen der großen Nachfrage schon bald erweitert werden musste. Am Göttlesgrund im Süden des Orts wurde eine neue Schule und die Sporthalle errichtet.
In den Jahren 1988 bis 1995 wurde eine Dorferneuerung durchgeführt und der historische Ortskern um Bergstraße, Friedhofstraße, Rathausgasse und Heimatmuseum für 4,2 Millionen DM umgestaltet. Dabei wurden auch einige ortsbildprägende Altbauten abgerissen.

## Religion
Flacht ist Sitz einer evangelischen Kirchengemeinde mit rund 1400 Gemeindegliedern. Sie gehört zum Kirchenbezirk Leonberg der Evangelischen Landeskirche in Württemberg.

## Kultur und Sehenswürdigkeiten

### Heimatmuseum
Das Heimatmuseum Flacht mit der Galerie Sepp Vees wurde 1990 im ehemaligen Volksschulgebäude eingerichtet. Ursprünglich eher auf Landwirtschaft und Handwerk ausgerichtet, präsentiert es seit einer Restrukturierung der Dauerausstellung 2010 die gesamte historische Entwicklung der früher eigenständigen Gemeinden Weissach und Flacht.

### Bauwerke
- Evangelische Laurentiuskirche

## Sport
In Flacht sind folgende Vereine aktiv:
- TSV Flacht (gegründet 1903)
- TC Weissach-Flacht

Seit der Spielzeit 2023/24 tritt die Volleyball-Abteilung des TSV Flacht mit ihrer ersten Damen-Mannschaft unter dem Namen Binder Blaubären TSV Flacht in der 2. Bundesliga Frauen Pro, der zweithöchsten deutschen Spielklasse im Damen-Volleyball, an. Ihre Heimspiele trägt die Mannschaft in der Weissacher Heckengäusporthalle 2 aus.

## Wirtschaft und Infrastruktur

### Verkehr
Die Bundesautobahn 8 bildet die südliche Markungsgrenze. Die nächste Anschlussstelle befindet sich in Rutesheim.

### Öffentliche Einrichtungen
Seit 1957 verfügt Flacht über eine zentrale Wasserversorgung mit Pumpwerk, das auch Teile von Rutesheim versorgt.

## Bildung
Flacht ist Standort einer Grundschule. Die nächstgelegenen weiterführenden Schulen sind die Ferdinand-Porsche-Schule (Gemeinschaftsschule) in Weissach sowie die Gymnasien in Rutesheim und Leonberg.

## Persönlichkeiten

### Persönlichkeiten, die in Flacht gewirkt haben
- Otto Mörike (1897–1978), Gegner des Nationalsozialismus, Gerechter unter den Völkern, war von 1939 bis 1947 Pfarrer in Flacht.[6]
- Sepp Vees (1908–1989), Kunstmaler, lebte ab 1933 in Flacht